# Ostra Brama w Wilnie
Ostra Brama (łac. Porta Acialis, lit. Ašmens vartai lub Aušros Vartai, biał. Вострая брама) – brama miejska na Starym Mieście w Wilnie, gotycka, wzniesiona w latach 1503–1514, wraz z przylegającym do niej fragmentem muru obronnego będąca jedyną pozostałością dawnych fortyfikacji miejskich.
Od wewnętrznej strony bramy znajduje się klasycystyczna, wzniesiona w 1829, kaplica Ostrobramska z obrazem Matki Boskiej Ostrobramskiej Królowej Korony Polskiej (Matki Boskiej Miłosierdzia). Stanowi ona zamknięcie ulicy Ostrobramskiej.

## Bramy miejskie w Wilnie

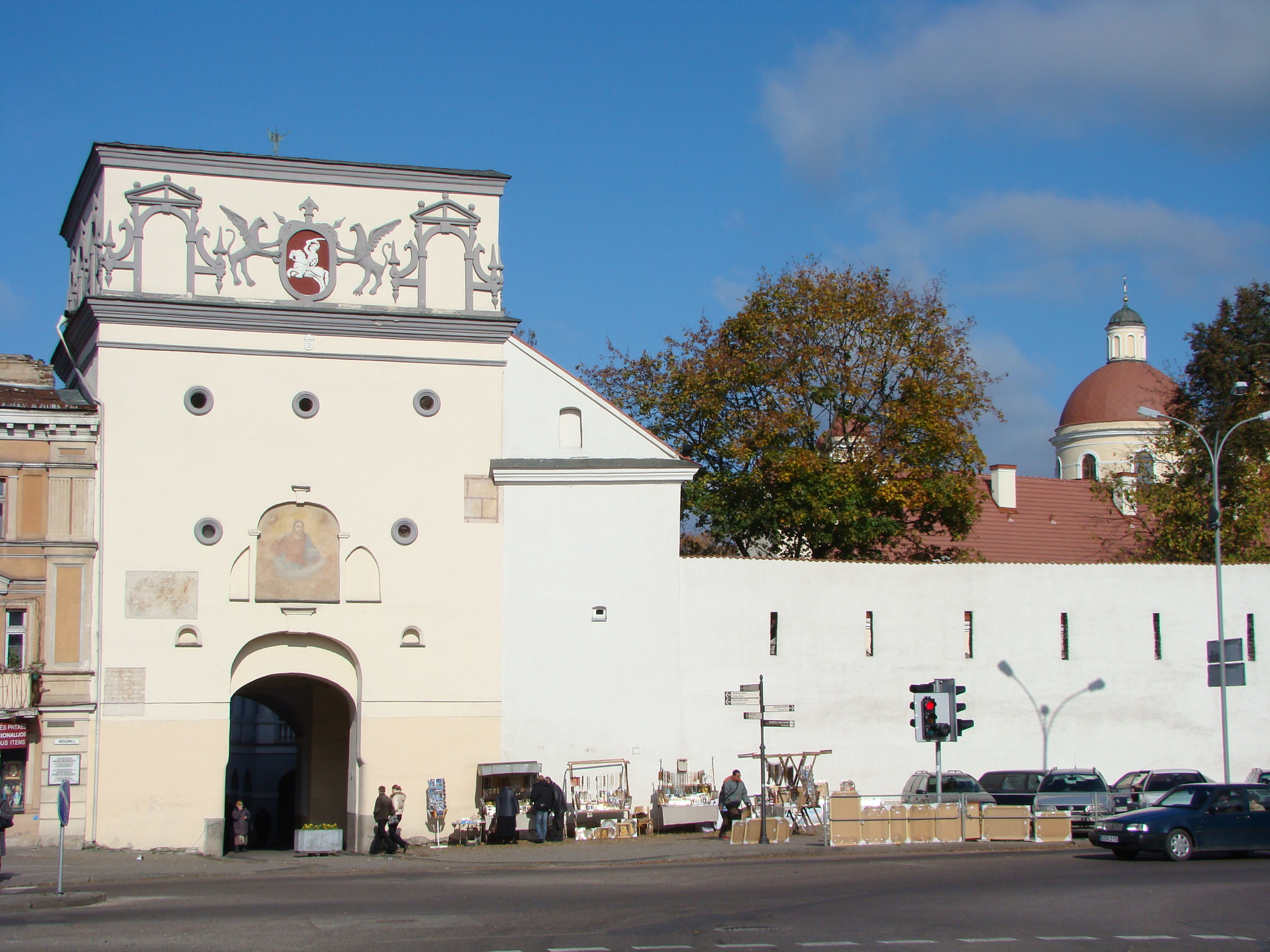
Ostra Brama z zewnątrz

W średniowieczu istniał zwyczaj, że we wnękach wież bramnych, nad bramą, umieszczano święte obrazy. Wilno pierwotnie miało pięć bram miejskich, w tym bramę Miednicką (od drogi prowadzącej do Miednik). Brama ta nazywała się też Ostrą, od części południowego przedmieścia o nazwie Ostry Koniec. Masywna, kwadratowa wieża bramna, wzniesiona wraz z obwodem murów obronnych na początku XVI wieku jest wymieniona w przywileju wydanym mieszczanom wileńskim przez króla Aleksandra Jagiellończyka 6 września 1503.
Ze wszystkich bram do naszych czasów pozostała tylko Ostra Brama, reszta została zniszczona w XIX wieku.

## Architektura Ostrej Bramy
Bramę zbudowano w stylu późnogotyckim między 1503 a 1514. Była to budowla wzniesiona na planie niemal kwadratu (11,2 × 10,8 m) o grubości murów dochodzącej do dwóch metrów. W przyziemiu umieszczono sklepiony krzyżowo przelot bramny otwarty na północ i południe otworami zamkniętymi łukiem odcinkowym. Wnęka w elewacji południowej jest wyższa i zawiera szczelinę służącą do opuszczania kraty zamykającej dodatkowo wejście. Wnętrze bramy jest podzielone stropem na dwie kondygnacje.
Górną kondygnację bramy wieńczy wysoka, pełna attyka, dekorowana wykonanym w narzucie tynkowym reliefowym fryzem, budowanym z elementów niderlandzkiego ornamentu okuciowego. Kompozycja na ścianach północnej i południowej składa się z dwóch aedicul ujętych obeliskami i połączonych wolutami. Pomiędzy nimi umieszczono owalny medalion, podtrzymywany przez wpięte gryfy i wypełniony płaskorzeźbą jeźdźca Pogoni litewskiej.

## Kaplica Ostrobramska

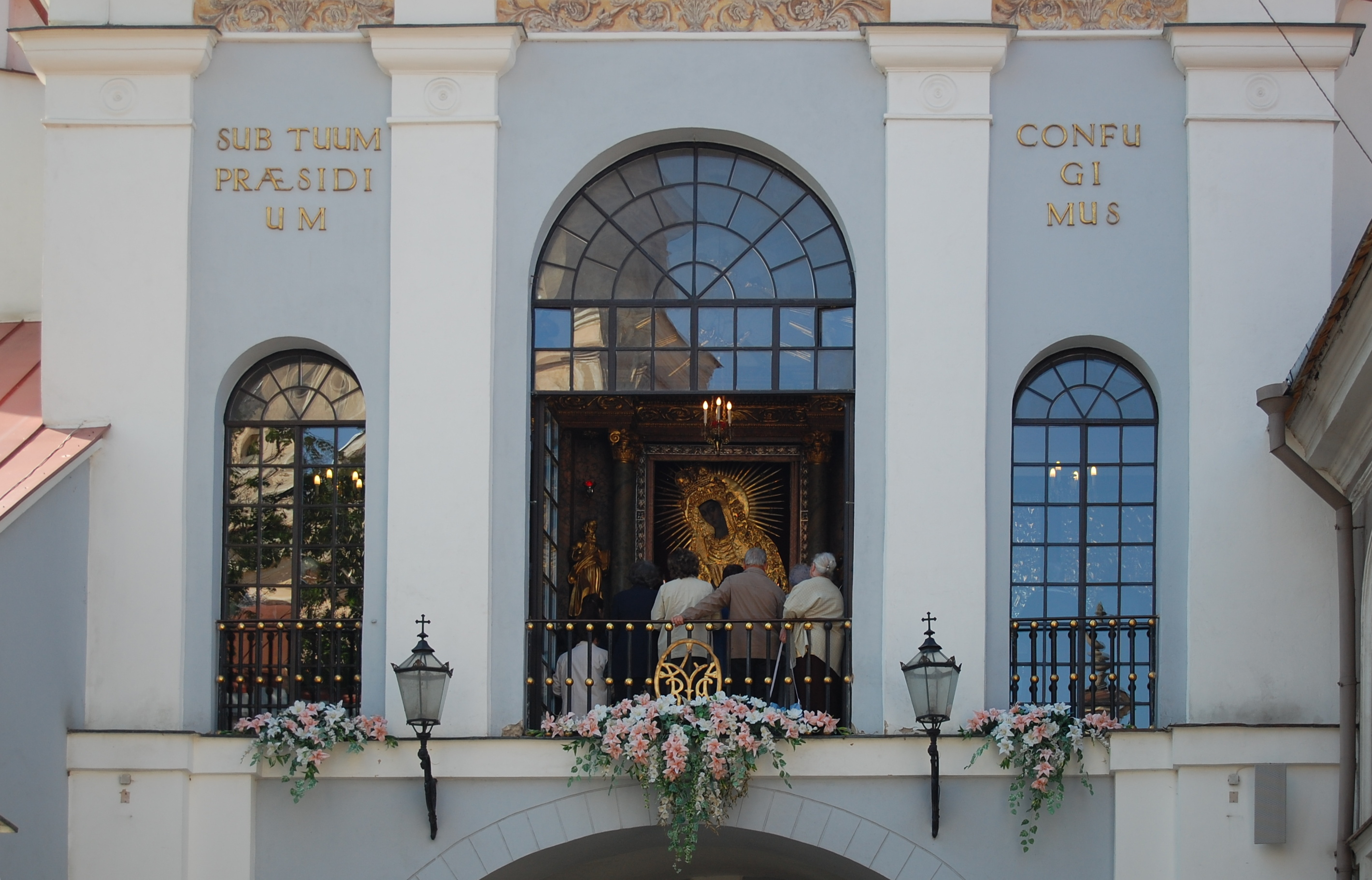
Zbliżenie kaplicy Ostrobramskiej. Przez okno widoczny obraz Matki Boskiej Ostrobramskiej

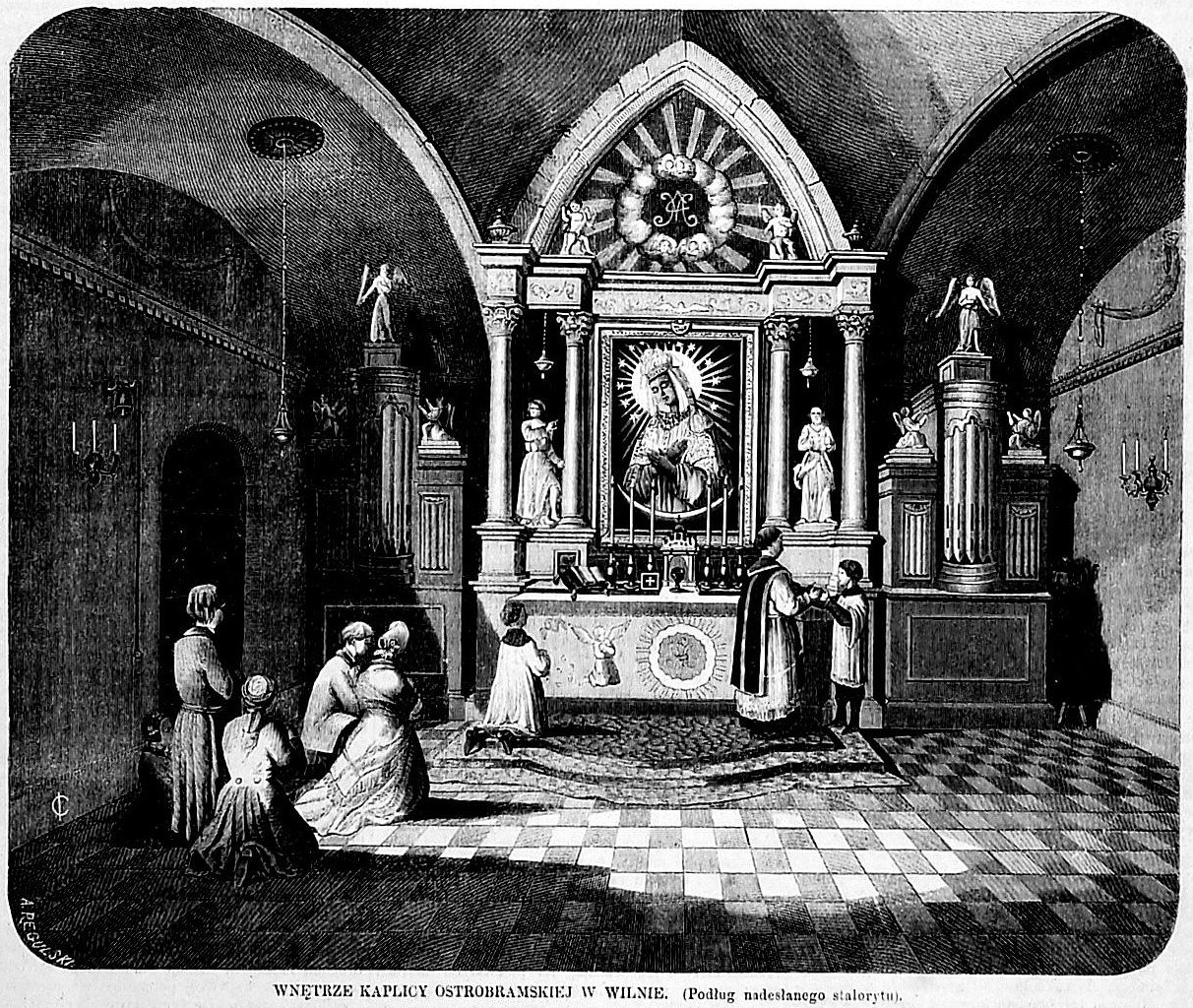
Wnętrze kaplicy w XIX w. Ilustracja w „Tygodniku Ilustrowanym” z 2 kwietnia 1864

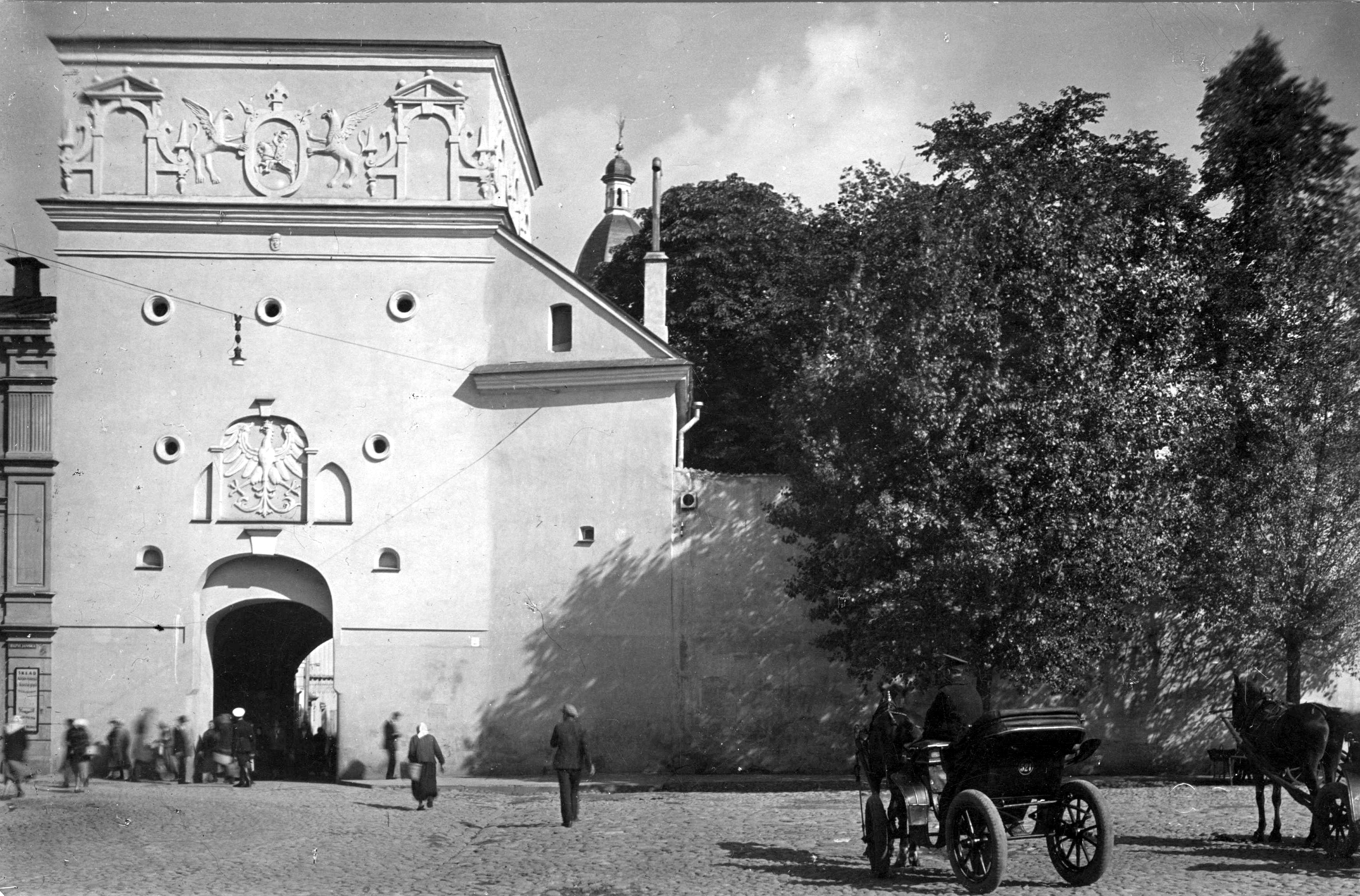
Ostra Brama od strony południowej z widocznym godłem Polski w latach 30. XX w.

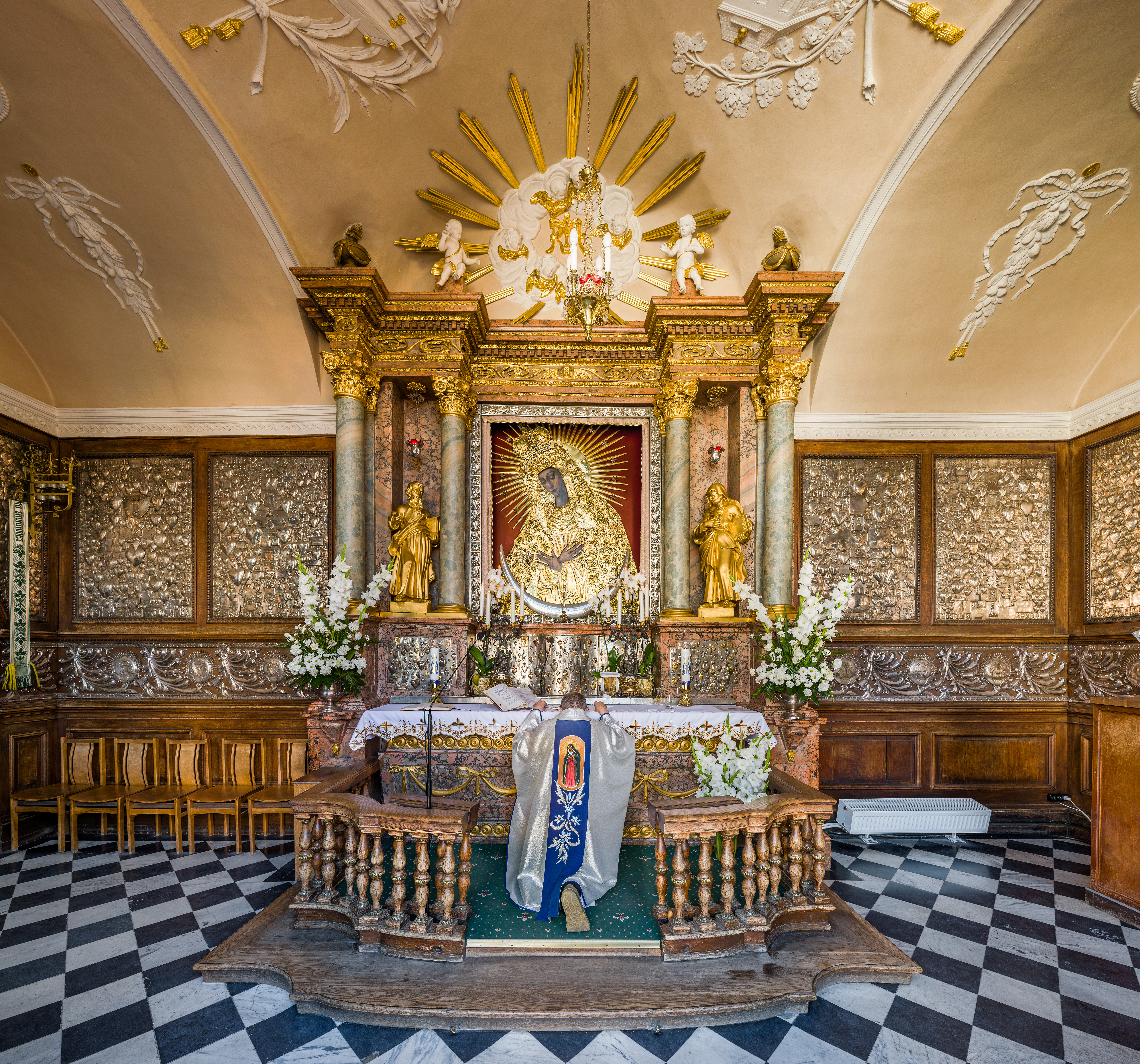
Wnętrze kaplicy Ostrobramskiej, 2014

Na północnej elewacji Ostrej Bramy znajdowała się pierwotnie nisza. W 1671 lub 1672 staraniem o. Karola od Ducha Świętego dobudowano od strony północnej drewnianą kaplicę. Spłonęła ona w 1711, a już w roku następnym odbudowano ją jako murowaną. Nie wiadomo dokładnie, kiedy został umieszczony w niej cudowny wizerunek Matki Boskiej.
Studium historyczne Ostrej Bramy Wilna wspomina historię Antoniego Nowosielskiego występującego w roli obrońcy Ostrej Bramy i dowódcy wojsk litewskich podczas napaści na miasto przez wojska szwedzkie. W 1706 roku Antoni Nowosielski obronił fortyfikację wraz z kaplicą oraz znajdującym się w kompleksie Ostrej Bramy obrazem z wizerunkiem. Następnie ofiarował srebrne votum z wizerunkiem owego zdarzenia. Po tym wydarzeniu kult świętego obrazu i miejsca Ostrej Bramy został upowszechniony przez wiernych, a samo miejsce stało się symbolem narodowym.
W latach 1789–1793 naprzeciw kaplicy, na potrzeby modlących się, wybudowano klasycystyczną galerię.
W latach 1829–1830 dokonano restauracji kaplicy. Kolejne restauracje miały miejsce w latach 1927–1932 oraz w 1993 przed wizytą Jana Pawła II. Na początku 2010 rozpoczęto kolejny remont kaplicy w Ostrej Bramie, określony wkrótce jako szkodliwy. W trakcie remontu zostały m.in. zdemontowane zabytkowe drzwi, uszkodzono płytki ceramiczne z 1932 poprzez położenie na nich nowej podłogi, zmieniono poręcze, a schody sprzed ponad 100 lat, zastąpiono nowymi z imitacji granitu.
Pod koniec lutego Departament Ochrony Zabytków przy Ministerstwie Kultury Litwy zażądał wstrzymania prac remontowych i powołał specjalną komisję, która ma czuwać nad odbudowaniem zniszczeń, oraz ustalić, kto zezwolił na przeprowadzenie takiego remontu. Państwowa Komisja Dziedzictwa Kulturowego ze swej strony wystosowała list do ministra kultury Remigijusa Vilkaitisa i metropolity wileńskiego kardynała Audrysa Bačkisa z apelem o objęcie należytą troską obiektów sakralnych.

To, co zrobiono z kaplicą Matki Boskiej Ostrobramskiej w Wilnie, to duża strata pod względem konserwatorskim i wstyd dla Litwy, że nie potrafi należycie zadbać o zabytki. (przewodnicząca Państwowej Komisji Dziedzictwa Kulturowego Grażyna Dremaite)

### Architektura kaplicy
Murowana z cegły, otynkowana kaplica została dobudowana do północnej elewacji Ostrej Bramy. Równa jej szerokością, wysokością odpowiada drugiej (wewnętrznej) kondygnacji wieży bramnej. Posadowiona została na arkadowym przęśle tworzącym przedłużenie sieni bramnej. Założona na planie wydłużonego, poziomego prostokąta (10,8 × 5 m), otrzymała w przęśle środkowym sklepienie krzyżowe, zaś w bocznych kolebkowe.
Jednokondygnacyjna, trójosiowa i płaska fasada kaplicy została zwieńczona trójkątnym, ogzymsowanym tympanonem. Jest podzielona dorycko-toskańskimi pilastrami, pozbawionymi baz. Akcent dominujący fasady stanowią trzy duże, półkoliście zamknięte otwory okienne, pozbawione obramień. Ich dolną część zamyka żeliwna, szczeblinkowa balustrada. Okno środkowe ozdobione jest w dolnej części medalionem z monogramem Maryi. Na balustradach bocznych zachowały się mniejsze medaliony z herbami Korony (okno wschodnie) i Litwy (okno zachodnie).
Na kalenicy dwuspadowego dachu, tuż za szczytem naczółka, umieszczono prostokątne, murowane, przezrocze sygnaturki, zwieńczone krzyżem na środkowym postumencie.

### Napis na bramie
Na Bramie pierwotnie znajdował się napis w języku polskim. Treść jego ustalił biskup wileński Andrzej Benedykt Kłągiewicz w maju 1828. W tympanonie pod promienistym, wykonanym ze złoconego mosiądzu, okiem opatrzności znalazła się inwokacja „MATKO MIŁOSIERDZIA”, natomiast nad oknami umieszczono jej ciąg dalszy: „POD TWO/JĄ OBRO/NĘ (nad lewym) i „UCIE/KAMY/SIĘ” (nad prawym), co dało łącznie „Matko Miłosierdzia, pod Twoją obronę uciekamy się”.
W 1864, z obawy przed niepożądanymi reakcjami władz rosyjskich, napis zmieniono na łaciński „MATER MISERICORDIAE, SUB TUUM PRAESIDIUM CONFUGIMUS”.
Po odzyskaniu Wilna przez Polskę zapadła w 1932 decyzja o przywróceniu pierwotnego napisu. Nowe litery ze złoconego brązu, zaprojektowane przez Jerzego Hoppena, zamontowano 29 września 1933. Po drugiej wojnie światowej napis ten ponownie usunięto, zastępując łacińskim.

### Obraz Matki Boskiej Ostrobramskiej

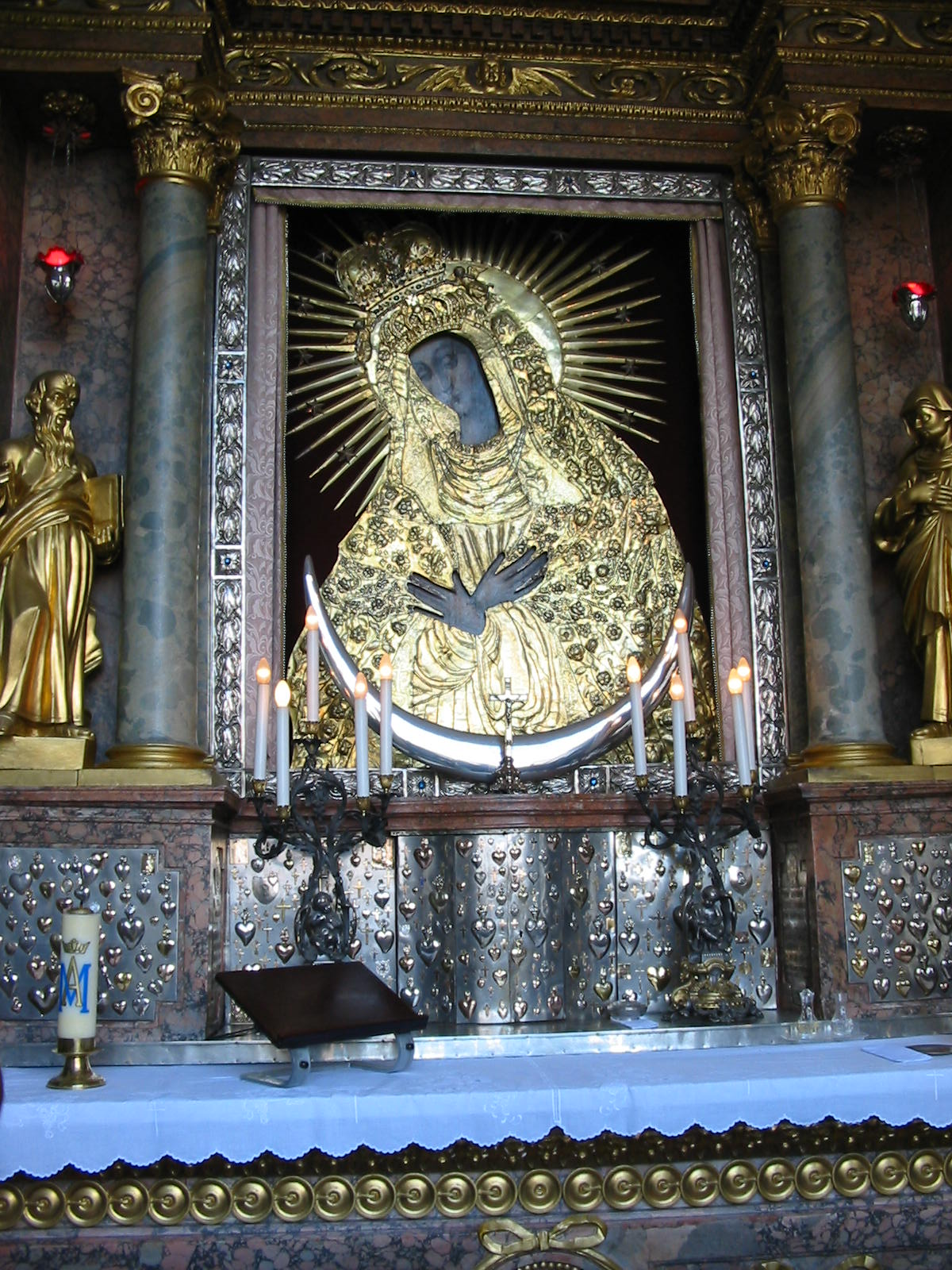
Obraz Matki Boskiej Ostrobramskiej w kaplicy

W kaplicy znajduje się, pochodzący z XVII wieku, obraz Matki Boskiej Ostrobramskiej, Matki Miłosierdzia. Przez wiernych uważany za cudowny. Jego kult ściśle wiąże się z Ostrą Bramą.
Obraz umieszczono na bramie na początku XVII wieku, a później przeniesiony do kaplicy, gdzie obecnie się znajduje. Namalowany został na deskach dębowych. Ma wymiary 200 × 165 cm.
Nie jest znany autor obrazu. Niektórzy przypisują jego autorstwo Łukaszowi – artyście krakowskiemu, który namalował podobny obraz w 1624 dla kościoła Bożego Ciała w Krakowie. Według innych pierwowzorem zarówno obrazu krakowskiego jak i wileńskiego był obraz flamandzkiego malarza Martina de Vosa z około 1580.
Około 1671 wizerunek Matki Miłosierdzia zasłonięty został srebrną, złoconą sukienką.
W 1799 w ołtarzu po bokach obrazu zainstalowano pozłacane figury rodziców Najświętszej Maryi Panny – św. Joachima oraz św. Anny.
Od 1849 charakterystyczną ozdobę obrazu stanowi sierp srebrnego półksiężyca z wygrawerowanym napisem wotywnym. Tekst napisu brzmi: „Dzięki Tobie składam Matko Boska za wysłuchanie próśb moich, a proszę Cię Matko Miłosierdzia zachowaj mnie nadal w łasce i opiece Swojej Przenajświętszej W.I.J. 1849 roku”. Dopełnieniem wizerunku Matki Miłosierdzia są dwie korony nałożone jedna na drugą.
2 lipca 1927 miała miejsce koronacja obrazu przez kardynała Aleksandra Kakowskiego w obecności Józefa Piłsudskiego i Ignacego Mościckiego.

## Msze święte w kaplicy
Msze święte w kaplicy odprawiane są w językach polskim i litewskim. Ustanowione w 1735 święto Matki Boskiej Ostrobramskiej przypada 16 listopada. Uroczystości odpustowe obejmują liczoną od niedzieli do niedzieli oktawę (osiem dni) zawierającą to święto. Wielu wiernych, aby oddać cześć Maryi, pokonuje na kolanach schody wiodące do cudownej kaplicy. Zgodnie z tradycją, mężczyźni przechodzący ulicą Ostrobramską powinni zdjąć nakrycie głowy.

## Kopie Ostrej Bramy w Polsce

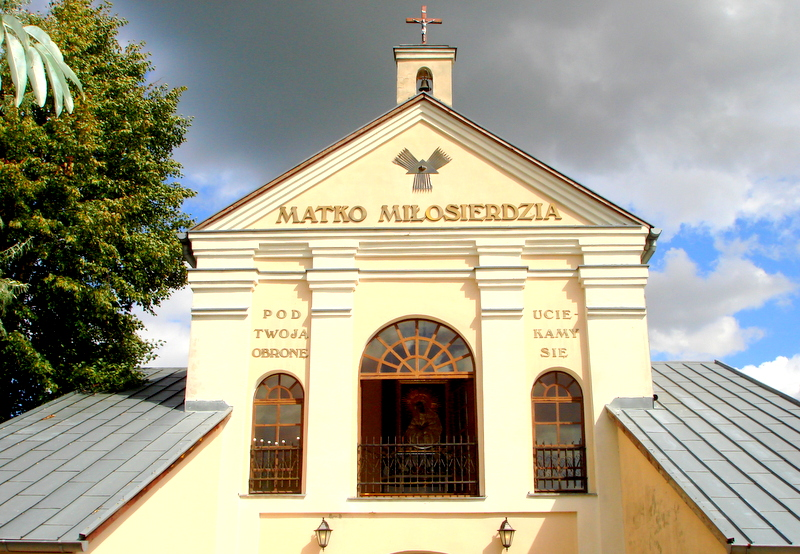
Rokitno

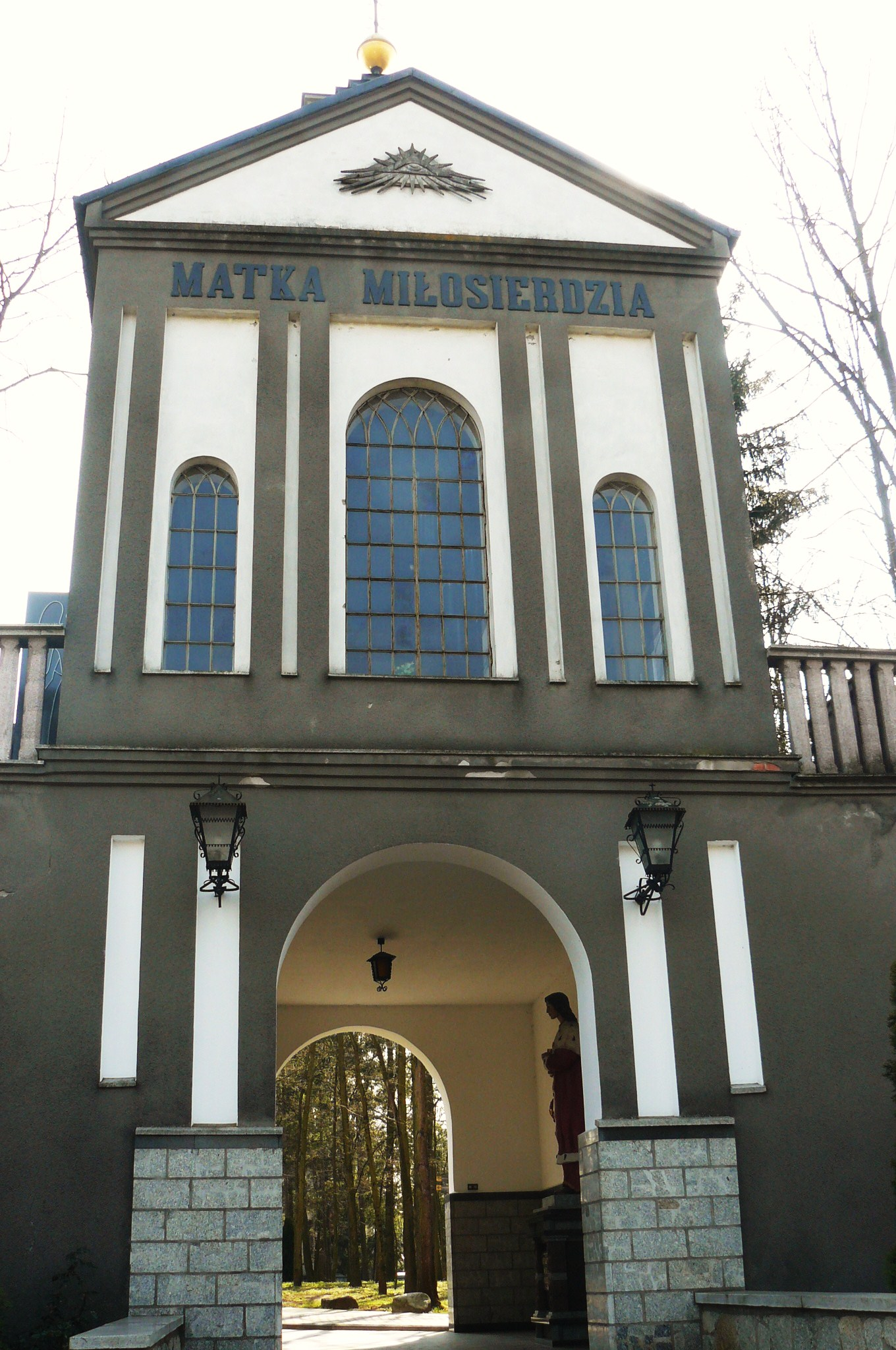
Licheń

Ze względu na niezwykle istotne miejsce, jakie zajmuje Ostra Brama w polskiej religijności katolickiej na terenie kraju wzniesiono kilka, mniej lub bardziej wiernych, kopii Ostrej Bramy, które znajdują się m.in.: 
- w Skarżysku-Kamiennej – przylegająca do bazyliki, najważniejszy ośrodek kultu Madonny Ostrobramskiej w Polsce,
- w Kętrzynie – wewnątrz kaplicy bocznej przy bazylice kolegiackiej,
- w Licheniu Starym – wolnostojąca, na terenie parku sanktuaryjnego,
- w Rokitnie – wolnostojąca, na terenie parku sanktuaryjnego,
- we Wrocławiu – wewnątrz kościoła, wkomponowana w ołtarz główny.